# Kaolin (entreprise)
 (mai 2025).
Motif : Où sont les sources permettant de démontrer l'admissibilité de cette entreprise sur Wikipédia ?
- Archive Wikiwix
- Bing
- Cairn
- DuckDuckGo
- E. Universalis
- Gallica
- Google
- G. Books
- G. News
- G. Scholar
- Persée
- Qwant
- (zh) Baidu
- (ru) Yandex
- (wd) trouver des œuvres sur Wikidata

| 1. | Préciser le motif de la pose du bandeau. | Précisez le motif de la pose du bandeau en utilisant la syntaxe suivante : {{admissibilité à vérifier\|date=mai 2025\|motif=remplacez ce texte par le motif}}                            |
| 2. | Informer les utilisateurs concernés.     | Pensez à avertir le créateur de l'article, par exemple, en insérant le code ci-dessous sur sa page de discussion : {{subst:avertissement admissibilité à vérifier\|Kaolin (entreprise)}} |

Pour les articles homonymes, voir Kaolin (homonymie).
Kaolin est une entreprise en Bulgarie.
L'entreprise est situé dans la ville de Senovo, municipalité de Vetovo, oblast de Roussé.
Il s'agit d'une entreprise minière spécialisée dans l'extraction de kaolin, de sable de silice et de chamotte. 